# Bulbul ocré
Alophoixus ochraceus
Espèce
Statut de conservation UICN

LC : Préoccupation mineure
Le Bulbul ocré (Alophoixus ochraceus) est une espèce d'oiseaux de la famille des Pycnonotidae.

## Description
Dans sa publication de 1854, Frederic Moore indique que le spécimen en sa possession mesure environ 205 mm de longueur.

## Répartition et sous-espèces
Selon la classification de référence du Congrès ornithologique international (15.1, 2025) :
- A. o. hallae (Deignan, 1956) — sud du Viêt Nam ;
- A. o. cambodianus (Delacour & Jabouille, 1928) — ouest du Cambodge et sud-est de la Thaïlande ;
- A. o. ochraceus (Moore, 1854) — chaîne Tenasserim (nord) ;
- A. o. sordidus (Richmond, 1900) — chaîne Tenasserim (centre) ;
- A. o. sacculatus (Robinson, 1915) — chaîne Tenasserim (sud) ;
- A. o. sumatranus (R.G.W.Ramsay, 1882) — Bukit Barisan.

## Classification
Le nom valide complet (avec auteur) de ce taxon est Alophoixus ochraceus (Moore, 1854).
L'espèce a été initialement classée dans le genre Criniger sous le protonyme Criniger ochraceus Moore, 1854,.
Ce taxon porte en français le nom vernaculaire ou normalisé suivant : Bulbul ocré.
Alophoixus ochraceus a pour synonymes : Criniger ochraceus Moore, 1854.

### Publication originale
- (en) Thomas Horsfield et Frederic Moore, A catalogue of the birds in the Museum of the Honorable East India Company, vol. 1, Londres, WM. H. Allen & Co, 1854, 451 p. (lire en ligne), p. 252-253.